# Museo Csontváry
Il Museo Csontváry (in ungherese Csontváry Múzeum) è un importante museo ungherese situato a Pécs.

## Il museo
Il museo venne fondato nel 1973. Questa galleria mostra l'opera omnia del pittore ungherese Tivadar Kosztka Csontváry.